# Hauterives
Hauterives és un municipi francès situat al departament de la Droma i a la regió d'Alvèrnia-Roine-Alps. L'any 2007 tenia 1.558 habitants.

## Demografia

### Població
El 2007 la població de fet de Hauterives era de 1.558 persones. Hi havia 617 famílies de les quals 177 eren unipersonals (75 homes vivint sols i 102 dones vivint soles), 189 parelles sense fills, 216 parelles amb fills i 35 famílies monoparentals amb fills.
La població ha evolucionat segons el següent gràfic:
Habitants censats

### Habitatges
El 2007 hi havia 740 habitatges, 630 eren l'habitatge principal de la família, 76 eren segones residències i 34 estaven desocupats. 624 eren cases i 116 eren apartaments. Dels 630 habitatges principals, 454 estaven ocupats pels seus propietaris, 164 estaven llogats i ocupats pels llogaters i 12 estaven cedits a títol gratuït; 4 tenien una cambra, 33 en tenien dues, 96 en tenien tres, 159 en tenien quatre i 337 en tenien cinc o més. 492 habitatges disposaven pel capbaix d'una plaça de pàrquing. A 277 habitatges hi havia un automòbil i a 288 n'hi havia dos o més.

### Piràmide de població
La piràmide de població per edats i sexe el 2009 era:
| Homes | Edats   | Dones |
| ----- | ------- | ----- |
| 0     | 95 o +  | 0     |
| 0     | 90 a 94 | 4     |
| 4     | 85 a 89 | 12    |
| 16    | 80 a 84 | 4     |
| 20    | 75 a 79 | 16    |
| 36    | 70 a 74 | 52    |
| 40    | 65 a 69 | 32    |
| 40    | 60 a 64 | 60    |
| 28    | 55 a 59 | 20    |
| 36    | 50 a 54 | 56    |
| 48    | 45 a 49 | 48    |
| 52    | 40 a 44 | 60    |
| 44    | 35 a 39 | 40    |
| 48    | 30 a 34 | 52    |
| 56    | 25 a 29 | 32    |
| 8     | 20 a 24 | 36    |
| 36    | 15 a 19 | 24    |
| 60    | 10 a 14 | 40    |
| 36    | 5 a 9   | 40    |
| 36    | 0 a 4   | 32    |

## Economia
El 2007 la població en edat de treballar era de 951 persones, 662 eren actives i 289 eren inactives. De les 662 persones actives 616 estaven ocupades (335 homes i 281 dones) i 45 estaven aturades (15 homes i 30 dones). De les 289 persones inactives 119 estaven jubilades, 79 estaven estudiant i 91 estaven classificades com a «altres inactius».

### Ingressos
El 2009 a Hauterives hi havia 644 unitats fiscals que integraven 1.589,5 persones, la mediana anual d'ingressos fiscals per persona era de 17.003 €.

### Activitats econòmiques
Dels 101 establiments que hi havia el 2007, 5 eren d'empreses alimentàries, 8 d'empreses de fabricació d'altres productes industrials, 15 d'empreses de construcció, 19 d'empreses de comerç i reparació d'automòbils, 3 d'empreses de transport, 8 d'empreses d'hostatgeria i restauració, 2 d'empreses d'informació i comunicació, 2 d'empreses financeres, 4 d'empreses immobiliàries, 12 d'empreses de serveis, 12 d'entitats de l'administració pública i 11 d'empreses classificades com a «altres activitats de serveis».
Dels 33 establiments de servei als particulars que hi havia el 2009, 1 era una oficina d'administració d'Hisenda pública, 1 oficina de correu, 1 una oficina bancària, 1 funerària, 1 taller de reparació d'automòbils i de material agrícola, 1 autoescola, 2 paletes, 2 guixaires pintors, 3 fusteries, 4 lampisteries, 1 empresa de construcció, 2 perruqueries, 4 veterinaris, 5 restaurants, 2 agències immobiliàries, 1 tintoreria i 1 saló de bellesa.
Dels 11 establiments comercials que hi havia el 2009, 1 era un supermercat, 1 una botiga de menys de 120 m², 3 fleques, 1 una carnisseria, 2 llibreries, 2 botigues d'electrodomèstics i 1 una floristeria.
L'any 2000 a Hauterives hi havia 46 explotacions agrícoles que ocupaven un total de 1.222 hectàrees.

## Equipaments sanitaris i escolars
El 2009 hi havia 1 farmàcia i 1 ambulància.
El 2009 hi havia una escola elemental.

## Poblacions més properes
El següent diagrama mostra les poblacions més properes.